# Kung-fu

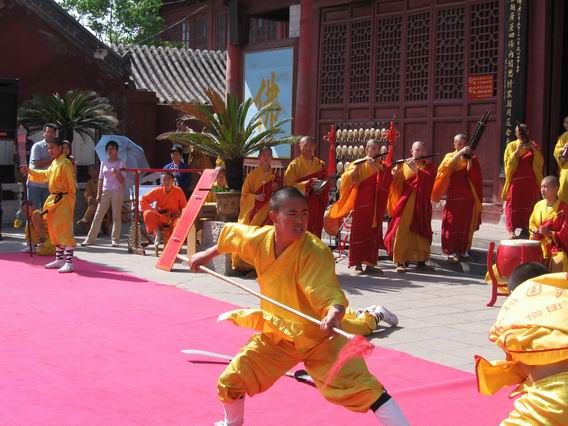
Pokaz kung-fu w klasztorze Daxiangguo w Kaifengu

Kung-fu (z jęz. chiń. 功夫, Gōngfu) – w języku chińskim oznacza osiągnięcie wysokiego poziomu umiejętności w jakiejś dziedzinie. Natomiast zbiorowym określeniem wszystkich odmian chińskiej sztuki walki jest wushu. Za pośrednictwem środków masowego przekazu doszło do pewnego zniekształcenia, polegającego na odejściu od pierwowzoru językowego i upowszechnienia w większości krajów świata zwrotu kung fu właśnie na oznaczenie chińskich sztuk walki. Nie wiadomo, kto pierwszy określił chińskie sztuki walki jako kung fu; takie jednak określenie przyjęło się w większości krajów i stało się normą językową, także w Polsce.
W latach 70. XX wieku kung-fu zostało spopularyzowane (najpierw w USA) przez Bruce'a Lee (np. filmy Droga smoka, Wejście smoka, Wściekłe pięści). Oprócz wielu filmów fabularnych nakręcono również serial telewizyjny pod tytułem Kung-fu. Nawet w Chinach pojęcie to zaczęło mieć coraz więcej znaczeń. Z czasem trudno było oddzielić sztuki walki od sportów walki, a słowo Shaolin-Gongfu (Gōngfu, Szaolin Kung-fu) używano na określenie sztuki walki klasztoru Szaolin.

## Style
- Styl Białego Żurawia (Bai He Quan)
- Styl Małpy (Hou Quan)
- Styl Modliszki (Tang Lang Quan)
- Styl Pięść Pięknej Wiosny (Wing Tsun Kuen)
- Styl Płonącego Smoka (Huo Long Pai)
- Styl Tygrysa (Hu Quan)
- Styl Żmii (She Quan)
- Styl Leoparda (Li Long Tang)
- Styl Długiej Pięści (Chang Quan)
- Styl Chow Gar / Jow Ga (Zhou Jia Quan)
- Styl Kombinacji Walczącej Pięści (Wun Hop Kuen Do)

## Filozofia
Słowo kung-fu zbudowane jest ze znaków Gōng (chin. kung – „osiągnięcie, dorobek”) i Fu (chin. fu – „człowiek”). Złożenie obu tych części w jedno pojęcie ma w filozofii chińskiej o wiele głębsze znaczenie. A jeśli całość dorobku i osiągnięć człowieka nazywamy kulturą, najpełniejsze tłumaczenie powinno brzmieć „kultura człowieka”.